# 1. division 1956-1957
La 1. Division 1956-1957 è stata la 44ª edizione della massima serie del campionato danese di calcio conclusa con la vittoria del AGF, al suo terzo titolo consecutivo.
Capocannoniere del torneo fu Søren Andersen del BK Frem con 27 reti.

## Classifica finale
|    | Classifica    | G  | V  | N | P  | GF | GS | DR  | Pti |
| -- | ------------- | -- | -- | - | -- | -- | -- | --- | --- |
| 1  | AGF           | 27 | 17 | 5 | 5  | 55 | 31 | +24 | 39  |
| 2  | AB            | 27 | 16 | 5 | 6  | 68 | 42 | +26 | 37  |
| 3  | BK Frem       | 27 | 13 | 6 | 8  | 61 | 44 | +17 | 32  |
| 4  | Skovshoved IF | 27 | 13 | 4 | 10 | 51 | 42 | +9  | 30  |
| 5  | KB            | 27 | 9  | 9 | 9  | 40 | 48 | -8  | 27  |
| 6  | Vejle (*)     | 27 | 9  | 7 | 11 | 49 | 54 | +5  | 25  |
| 7  | Esbjerg       | 27 | 10 | 5 | 12 | 48 | 53 | -5  | 25  |
| 8  | B 1909        | 27 | 8  | 4 | 15 | 40 | 51 | -11 | 20  |
| 9  | AIA           | 27 | 7  | 4 | 16 | 34 | 62 | -28 | 18  |
| 10 | B 1903        | 27 | 5  | 7 | 15 | 39 | 58 | -19 | 17  |

(*) Squadra neopromossa

## Verdetti
- AGF Campione di Danimarca 1956/57.
- AGF ammesso alla Coppa dei Campioni 1957-1958.
- B 1903 retrocesso dopo aver perso lo spareggio con il Køge BK proveniente dalla divisione inferiore, che prenderà quindi il posto del B 1903 nel successivo campionato.